# Tectaria puberula
Tectaria puberula är en ormbunkeart som först beskrevs av Nicaise Augustin Desvaux, och fick sitt nu gällande namn av Carl Frederik Albert Christensen. Tectaria puberula ingår i släktet Tectaria och familjen Tectariaceae. Inga underarter finns listade.